# Fabian Messina
Fabian Messina (Stoccarda, 16 settembre 2002) è un calciatore tedesco naturalizzato dominicano, centrocampista dell'Arenas Getxo e della nazionale dominicana.

## Carriera

### Club
Nella stagione 2021-2022 ha giocato 30 partite nella quarta divisione tedesca con il Sonnenhof G..

### Nazionale
Nel 2021 ha giocato tre partite con la nazionale dominicana Under-23.
Il 2 giugno 2022 ha esordito con la nazionale maggiore giocando l'incontro vinto per 0-2 contro il Belize, valido per la CONCACAF Nations League 2022-2023.

## Statistiche

### Presenze e reti nei club
Statistiche aggiornate al 3 giugno 2022.
| Stagione        | Squadra         | Campionato      | Campionato | Campionato | Coppe nazionali | Coppe nazionali | Coppe nazionali | Coppe continentali | Coppe continentali | Coppe continentali | Altre coppe | Altre coppe | Altre coppe | Totale | Totale |
| Stagione        | Squadra         | Comp            | Pres       | Reti       | Comp            | Pres            | Reti            | Comp               | Pres               | Reti               | Comp        | Pres        | Reti        | Pres   | Reti   |
| --------------- | --------------- | --------------- | ---------- | ---------- | --------------- | --------------- | --------------- | ------------------ | ------------------ | ------------------ | ----------- | ----------- | ----------- | ------ | ------ |
| 2021-2022       | Sonnenhof G.    | RL              | 30         | 0          |                 | -               | -               |                    | -                  | -                  |             | -           | -           | 30     | 0      |
| Totale carriera | Totale carriera | Totale carriera | 30         | 0          |                 | -               | -               |                    | -                  | -                  |             | -           | -           | 30     | 0      |

### Cronologia presenze e reti in nazionale
| Cronologia completa delle presenze e delle reti in nazionale ― Rep. Dominicana | Cronologia completa delle presenze e delle reti in nazionale ― Rep. Dominicana | Cronologia completa delle presenze e delle reti in nazionale ― Rep. Dominicana | Cronologia completa delle presenze e delle reti in nazionale ― Rep. Dominicana | Cronologia completa delle presenze e delle reti in nazionale ― Rep. Dominicana | Cronologia completa delle presenze e delle reti in nazionale ― Rep. Dominicana | Cronologia completa delle presenze e delle reti in nazionale ― Rep. Dominicana | Cronologia completa delle presenze e delle reti in nazionale ― Rep. Dominicana |
| Data                                                                           | Città                                                                          | In casa                                                                        | Risultato                                                                      | Ospiti                                                                         | Competizione                                                                   | Reti                                                                           | Note                                                                           |
| ------------------------------------------------------------------------------ | ------------------------------------------------------------------------------ | ------------------------------------------------------------------------------ | ------------------------------------------------------------------------------ | ------------------------------------------------------------------------------ | ------------------------------------------------------------------------------ | ------------------------------------------------------------------------------ | ------------------------------------------------------------------------------ |
| 3-6-2022                                                                       | Belmopan                                                                       | Belize                                                                         | 0 – 2                                                                          | Rep. Dominicana                                                                | CONCACAF Nations League 2022-2023 - Fase a gironi                              | -                                                                              | 71’                                                                            |
| 6-6-2022                                                                       | Santo Domingo                                                                  | Rep. Dominicana                                                                | 2 – 3                                                                          | Guyana francese                                                                | CONCACAF Nations League 2022-2023 - Fase a gironi                              | -                                                                              | 62’                                                                            |
| 11-6-2022                                                                      | Santo Domingo                                                                  | Rep. Dominicana                                                                | 1 – 1                                                                          | Guatemala                                                                      | CONCACAF Nations League 2022-2023 - Fase a gironi                              | -                                                                              |                                                                                |
| 14-6-2022                                                                      | Città del Guatemala                                                            | Guatemala                                                                      | 2 – 0                                                                          | Rep. Dominicana                                                                | CONCACAF Nations League 2022-2023 - Fase a gironi                              | -                                                                              |                                                                                |
| 23-3-2023                                                                      | Remire-Montjoly                                                                | Guyana francese                                                                | 1 – 1                                                                          | Rep. Dominicana                                                                | CONCACAF Nations League 2022-2023 - 1º turno                                   | -                                                                              | 63’                                                                            |
| 28-3-2023                                                                      | San Cristóbal                                                                  | Rep. Dominicana                                                                | 2 – 0                                                                          | Belize                                                                         | CONCACAF Nations League 2022-2023 - 1º turno                                   | -                                                                              | 71’                                                                            |
| Totale                                                                         |                                                                                | Presenze                                                                       | 6                                                                              |                                                                                | Reti                                                                           | 0                                                                              |                                                                                |